# Heterorrhina micans
Heterorrhina micans är en skalbaggsart som beskrevs av Guérin-Méneville 1840. Heterorrhina micans ingår i släktet Heterorrhina och familjen Cetoniidae. Inga underarter finns listade i Catalogue of Life.